# Classifiche dei campionati di fiolet

Un'azione sul campo di Pont Suaz, negli anni settanta.

Un momento di pausa durante il gioco in una foto d'epoca.

Seguono le classifiche relative ai campionati di fiolet: 

## Bâton d'Or

### Campioni del Bâton d'Or
| Anno | Primo classificato                                        | Secondo classificato                                        | Terzo classificato                                                                                            |
| ---- | --------------------------------------------------------- | ----------------------------------------------------------- | --- |
| 1925 | Joseph Jean-Savy (sezione: Saint-Étienne)                 | -                                                           | - |
| 1926 | Fortuné Alleyson (sezione: Pléod)                         | -                                                           | - |
| 1927 | Maurice Barmasse (sezione: Aoste) (29 punti)              | Enrico Bolzano (sezione: Aoste) (23 punti)                  | Anselme Savoye (sezione: Gignod) (22 punti)                                                                   |
| 1928 | Joseph Peyrot (sezione: Aoste)                            | -                                                           | - |
| 1933 | Vittorio Turcotti (sezione: Saint-Étienne)                | -                                                           | - |
| 1934 | Alexandre Grimod (sezione: Excenex)                       | -                                                           | - |
| 1959 | Albert Cerise (sezione: Allein) (55 punti)                | Albino Subet (sezione: Gignod) (52 punti)                   | Bruno Désandré (sezione: Porossan) (49 punti)                                                                 |
| 1960 | Mario Cerise (sezione: Doues) (56 punti)                  | Damien Borre (sezione: Gignod) (54 punti)                   | Bruno Désandré (sezione: Porossan) (53 punti)                                                                 |
| 1961 | Albino Subet (sezione: Gignod) (58 punti)                 | Ezio Diémoz (sezione: Doues) (58 punti)                     | Jules Subet (sezione: Gignod) (56 punti)                                                                      |
| 1962 | Damien Borre (sezione: Gignod) (69 punti)                 | Carlo Meggiolaro (sezione: Porossan) (69 punti)             | Tino Latey (sezione: Aoste) (68 punti)                                                                        |
| 1963 | Richard Pasquettaz (sezione: Senin) (72 punti)            | -                                                           | - |
| 1964 | Aimé Chenal (sezione: Valpelline) (81 punti)              | Richard Pasquettaz (sezione: Senin) (64 punti)              | Damien Borre (sezione: Gignod) (66 punti)                                                                     |
| 1965 | Albino Subet (sezione: Gignod) (85 punti)                 | Damien Borre (sezione: Gignod) (83 punti)                   | Lino Stellino (sezione: Gignod) (66 punti)                                                                    |
| 1966 | Damien Borre (sezione: Gignod) (86 punti)                 | Jules Subet (sezione: Gignod) (77 punti)                    | Arnaldo Vétticoz (sezione: Morgex) (71 punti)                                                                 |
| 1967 | Angelo Dufour (sezione: La Salle) (80 punti)              | Franco Dayné (sezione: Aoste) (79 punti)                    | Bruno Désandré (sezione: Senin) (77 punti)                                                                    |
| 1968 | Ottavio Borettaz (sezione: La Salle) (83 punti)           | Gilbert Thérivel (sezione: Senin) (73 punti)                | Attilio Bétral (sezione: Sarre) Aimé Chenal (sezione:Valpelline) Riccardo Zorzato (sezione: Sarre) (70 punti) |
| 1969 | Candide Marthyn (sezione: Allein) (76 punti)              | Lucien Jordan (sezione: Valpelline) (ex aequo)              | Jules Subet (sezione: Gignod) (73 punti)                                                                      |
| 1970 | Candide Marthyn (sezione: Porossan) (91 punti)            | Albino Subet (sezione: Gignod) (88 punti)                   | Jules Subet (sezione: Gignod) (86 punti)                                                                      |
| 1971 | Elio Milliéry (sezione: La Salle) (79 punti)              | Albino Subet (sezione: Gignod) (74 punti)                   | Attilio Bétral (sezione: Sarre) (70 punti)                                                                    |
| 1972 | Roger Collomb (sezione: La Thuile) (74 punti)             | Jules Subet (sezione: Gignod) (73 punti)                    | Attilio Bétral (sezione: Sarre) Luciano Jordan (sezione: Valpelline) (71 punti)                               |
| 1973 | Roger Collomb (sezione: La Thuile) (80 punti)             | Julien Bizel (sezione: Morgex) (ex aequo)                   | nome (sezione) (punti)                                                                                        |
| 1974 | Albino Subet (sezione: Variney) (92 punti)                | Ottavio Chenal (sezione: Valpelline) (85 punti)             | Bruno Blanchet (sezione: Sarre) (83 punti)                                                                    |
| 1975 | Daniel Olivier (sezione: Bosses) (110 punti)              | César Lucianaz (sezione: Charvensod) (95 punti)             | Candide Marthyn (sezione: Porossan) (92 punti)                                                                |
| 1976 | Damien Borre (sezione: Gignod) (92 punti)                 | Jules Subet (sezione: Gignod) (87 punti)                    | Lucien Jordan (sezione: Aoste) (83 punti)                                                                     |
| 1977 | Daniel Olivier (sezione: Gignod) (88 punti)               | Lino Jordan (sezione: Bosses) (76 punti)                    | Ezio Diémoz (sezione: Doues) (73 punti)                                                                       |
| 1978 | Daniel Olivier (sezione: Gignod) (86 punti)               | Sylvain Bizel (sezione: Morgex) (77 punti)                  | Lino Jordan (sezione: Bosses) (77 punti)                                                                      |
| 1979 | Daniel Olivier (sezione: Gignod) (92 punti)               | Albert Bizel (sezione: Morgex) (81 punti)                   | Jules Subet (sezione: Gignod) (80 punti)                                                                      |
| 1980 | Carlo Ferraro (sezione: Porossan) (94 punti)              | Albert Bizel (sezione: Morgex) (85 punti)                   | Daniel Olivier (sezione: Gignod) (81 punti)                                                                   |
| 1981 | Daniel Olivier (sezione: Gignod) (94 punti)               | Carlo Ferraro (sezione: Porossan) (91 punti)                | Jules Subet (sezione: Gignod) (91 punti)                                                                      |
| 1982 | Sylvain Roveyaz (sezione: Charvensod) (81 punti)          | Carlo Meggiolaro (sezione: Porossan) (80 punti)             | Henri Farinet (sezione: Étroubles) (79 punti)                                                                 |
| 1983 | Sylvain Rovéyaz (sezione: Charvensod) (89 punti)          | Eugène Jordan (sezione: Valpelline) (81 punti)              | Joseph Petey (sezione: Valpelline) (77 punti)                                                                 |
| 1984 | Eros Sbalchiero (sezione: La Thuile) (91 punti)           | Rinaldo Bal (sezione: Sarre) (87 punti)                     | Bruno Blanchet (sezione: Sarre) (91 punti)                                                                    |
| 1985 | Daniel Olivier (sezione: Bosses) (101 punti)              | Eros Sbalchiero (sezione: La Thuile) (99 punti)             | Henri Cottin (sezione: Allein) (88 punti)                                                                     |
| 1986 | Carlo Ferraro (sezione: Saint-Christophe) (97 punti)      | Daniel Olivier (sezione: Bosses) (92 punti)                 | Marc Cheney (sezione: Saint-Christophe) (87 punti)                                                            |
| 1987 | Daniel Olivier (sezione: Bosses) (95 punti)               | Jean Collomb (sezione: La Thuile) (93 punti)                | Carlo Francesia (sezione: Porossan) (91 punti)                                                                |
| 1988 | Daniel Olivier (sezione: Bosses) (100 punti)              | Emilio Cottin (sezione: Allein) (93 punti)                  | Carlo Ferraro (sezione: Saint-Christophe) (92 punti)                                                          |
| 1989 | Enrico Francesia (sezione: Porossan) (93 punti)           | Carlo Francesia (sezione: Porossan) (92 punti)              | Jules Subet (sezione: Gignod) (90 punti)                                                                      |
| 1990 | Daniel Olivier (sezione: Bosses) (102 punti)              | Robert Vilbrant (sezione: Porossan) (93 punti)              | Emilio Cottin (sezione: Allein) (92 punti)                                                                    |
| 1991 | Enrico Francesia (sezione: Porossan) (98 punti)           | Jean Collomb (sezione: La Thuile) (95 punti)                | Luigi Plati (sezione: Porossan) (91 punti)                                                                    |
| 1992 | Daniel Olivier (sezione: Bosses) (97 punti)               | Luigi Plati (sezione: Porossan) (95 punti)                  | Leandro Gex (sezione: Courmayeur) (94 punti)                                                                  |
| 1993 | Enrico Francesia (sezione: Porossan) (97 punti)           | Georges Marguerettaz (sezione: Saint-Christophe) (93 punti) | Jean Collomb (sezione: La Thuile) (92 punti)                                                                  |
| 1994 | Carlo Ferraro (sezione: Saint-Christophe) (103 punti)     | Stefano Pépellin (sezione: Saint-Christophe) (100 punti)    | Robert Vilbrant (sezione: Porossan) (100 punti)                                                               |
| 1995 | Paul Comé (sezione: Charvensod) (93 punti)                | Georges Marguerettaz (sezione: Saint-Christophe) (88 punti) | Leo Collé (sezione: Étroubles) (88 punti)                                                                     |
| 1996 | Jean Collomb (sezione: La Thuile) (99 punti)              | Guido Bésenval (sezione: Arpuilles) (91 punti)              | Luigi Plati (sezione: Porossan) (90 punti)                                                                    |
| 1997 | Jean Collomb (sezione: La Thuile) (111 punti)             | Enrico Francesia (sezione: Porossan) (106 punti)            | Sylvain Rovéyaz (sezione: Charvensod) (105 punti)                                                             |
| 1998 | Paul Comé (sezione: Charvensod) (101 punti)               | Jean Collomb (sezione: La Thuile) (96 punti)                | Carlo Ferraro (sezione: La Thuile) (91 punti)                                                                 |
| 1999 | Enrico Francesia (sezione: Porossan) (92 punti)           | Robert Vilbrant (sezione: Porossan) (91 punti)              | Sylvain Rovéyaz (sezione: Charvensod) (89 punti)                                                              |
| 2000 | Paul Comé (sezione: Charvensod) (98 punti)                | Ezio Marguerettaz (sezione: Saint-Christophe) (95 punti)    | Sylvain Rovéyaz (sezione: Charvensod) (92 punti)                                                              |
| 2001 | Leandro Gex (sezione: La Thuile) (94 punti)               | Simon Bollon (sezione: Charvensod) (90 punti)               | Enrico Francesia (sezione: Porossan) (89 punti)                                                               |
| 2002 | Stefano Pépellin (sezione: Saint-Christophe) (100 punti)  | Leandro Gex (sezione: La Thuile) (99 punti)                 | Simon Bollon (sezione: Charvensod) (98 punti)                                                                 |
| 2003 | Jean-Claude Bal (sezione: Charvensod) (punti 100)         | Jean Collomb (sezione: La Thuile) (98 punti)                | Simon Bollon (sezione: Charvensod) (95 punti)                                                                 |
| 2004 | Paul Comé (sezione: Charvensod) (punti 111)               |                                                             | |
| 2005 | Enrico Francesia (sezione: Porossan) (96 punti)           | Ezio Marguerettaz (sezione: Saint-Christophe) (96 punti)    | Giorgio Marguerettaz (sezione: Saint-Christophe)                                                              |
| 2006 | Enrico Francesia (sezione: Porossan) (100 punti)          | Jean-Claude Bal (sezione: Charvensod) (97 punti)            | Simon Bollon (sezione: Charvensod)                                                                            |
| 2007 | Ivo Nex (sezione: Porossan) (105 punti)                   | Carlo Francesia (sezione: Porossan) (104 punti)             | Enrico Francesia (sezione: Porossan)                                                                          |
| 2008 | Ezio Gemelli (sezione: Saint-Christophe) (100 punti)      | Jean-Claude Bal (sezione: Charvensod) (98 punti) (98 punti) | Christian Comé (sezione: Charvensod) (97 punti)                                                               |
| 2009 | Enrico Francesia (sezione: Porossan) (102 punti)          | Michel Ronc (sezione: Saint-Oyen) (102 punti)               | |
| 2010 | Leo Collé (sezione: Saint-Oyen) (98 punti)                | Enrico Francesia (sezione: Porossan) (98 punti)             | Carlo Ferraro (sezione: La Salle) (97 punti)                                                                  |
| 2011 | Jean Collomb (sezione: La Thuile) (101 punti)             | Ivo Nex (sezione: Porossan) (96 punti)                      | Didier Bal (sezione: Charvensod) (95 punti)                                                                   |
| 2012 | Michel Ronc (sezione: Saint-Oyen) (94 punti)              | Enrico Francesia (sezione: Porossan) (93 punti)             | Ezio Marguerettaz (sezione: Saint-Christophe) (93 punti)                                                      |
| 2013 | Gabriel Madonna (sezione: Charvensod) (104 punti)         | Simon Charbonnier (sezione: Saint-Christophe) (100 punti)   | Ezio Marguerettaz (sezione: Saint-Christophe)                                                                 |
| 2014 | Christian Comé (sezione: Charvensod) (100 punti)          | Ivo Nex (sezione: Porossan) (97 punti)                      | Carlo Francesia (sezione: Porossan) (90 punti)                                                                |
| 2015 | Roberto Forré (sezione: Saint-Oyen) (90 punti)            | Giorgio Pavese (sezione: Morgex) (81 punti)                 | René Zanivan (sezione: Morgex)                                                                                |
| 2016 | Ezio Marguerettaz (sezione: Saint-Christophe) (94 punti)  | Michel Ronc (sezione: Saint-Oyen) (93 punti)                | Ivo Nex (sezione: Étroubles) (89 punti)                                                                       |
| 2017 | Ezio Marguerettaz (sezione: Saint-Christophe) (103 punti) | Michel Munier (sezione: Étroubles) (96 punti)               | Mathieu Cerisey (sezione: Étroubles) (91 punti)                                                               |
| 2018 | Simon Charbonnier (sezione: Saint-Christophe) (98 punti)  | Andrea Chanoine (sezione: La Salle)                         | Christian Comé (sezione: Charvensod)                                                                          |
| 2019 | Andrea Chanoine (sezione: La Salle) (89 punti)            | Ivo Nex (sezione: Morgex) (88 punti)                        | René Zanivan (sezione: Morgex) (86 punti)                                                                     |
| 2020 | Non disputato                                             |                                                             | |
| 2021 | Paul Comé (sezione: Charvensod) (99 punti)                | Carlo Francesia (sezione: Morgex) (91 punti)                | Carmelo Scarfò (sezione: Charvensod) (90 punti)                                                               |
| 2022 | Ivo Nex (sezione: Allein) (95 punti)                      | Patrick Parléaz (sezione: Étroubles) (91 punti)             | Paul Comé (sezione: Charvensod) (91 punti)                                                                    |